# خانه میثمی
خانه میثمی مربوط به اواخر دوره قاجار است و در اصفهان، خیابان حکیم، کوچه حکیم داوود، بن‌بست غفوری واقع شده و این اثر در تاریخ ۱۷ اسفند ۱۳۸۱ با شمارهٔ ثبت ۷۶۵۱ به‌عنوان یکی از آثار ملی ایران به ثبت رسیده است.